# 唐庙乡
唐庙乡是中国山东省菏泽市郓城县下辖的一个乡。

## 行政区划
唐庙乡下辖陈南村、陈北村、江楼村、赵王村、毕庄村、常楼村、梁庄村、吕堂村、唐庙村、鹅厂村、前赵村、前刘村、后刘村、兴隆村、许庄村、陈庄集村、蔡庄村、林陈庄村、仉垓村、仲堂村、周庙村、邓垓村、李庄村、丁庄村、欧庄村、邱河村、郑庄村、后赵村、张庄村、智垓村、前屯村、中屯村、后屯村、赵孟村、杨潭村、夏楼村、李桥村、李楼村、孙庄村、王老虎村、王菜元村、明郭庄村、前后周村、霍庄村、符楼村、胡营村、闫庄村、杨垓村、刘垓村、官路口村、胡庄村、魏庄村、马庄村、柴周村。